# 河川特殊作戦舟艇
河川特殊作戦舟艇（かせんとくしゅさくせんしゅうてい、英語: Special Operations Craft – Riverine, SOC-R）とは、アメリカ海軍で運用されている上陸用舟艇である。特殊部隊を河川地域において、短時間で投入・撤収させるために使用されている。

## 概要
SOC-Rは、C-130をはじめとする大型の輸送機に搭載できる大きさに設計されている。
船体は水の抵抗を小さくするよう、Vの形に傾斜が付いており、水面を滑るように滑走航行（プレーニング）することで、高速性と旋回性能を実現している。また、ウォータージェット推進のおかげで、吊下げ舵やスクリューが無いので、水中の根や岩に当たる心配がない。
武装は5か所の銃架に設置することが可能で、四方360度に火力を提供することが出来る。一般的に後部の銃架にはブローニングM2重機関銃が装備されており、特殊部隊を収容して撤収する際に、乗員をカバーする役割を担っている。
乗員は特殊舟艇チーム（SBT）の米海軍特殊作戦艇戦闘員（SWCC）が4名であり、ほかに8人の隊員を乗せることができる 。

## 運用
アメリカ海軍特殊戦コマンド隷下のSBTが運用しており、中でもミシシッピ州のジョン・C・ステニス宇宙センターを拠点とする特殊舟艇チーム22（SBT-22）のメンバーには、SWCCの中でもほんの一部の者しか選ばれなく、SOR-Cの操縦技量が最も高い隊員たちで編成されている。彼らは主に極秘の軍事作戦に投入され、夜中や上空からの援護がない中で作戦を遂行する。
またSBTは、CH-47D大型輸送ヘリコプターを使ってSOC-Rの投入/撤収を行う運搬システムを、MEATSと呼んでいる。これは、SOC-RをCH-47Dの下腹部から紐で吊り下げて運ぶというもので、乗員は目的地に到着した際は、ヘリとSOC-Rを繋ぐロープから降りて搭乗し、撤収の際はヘリからSOC-Rに梯子が下され、そこから乗員は機内に搭乗する。

## ギャラリー

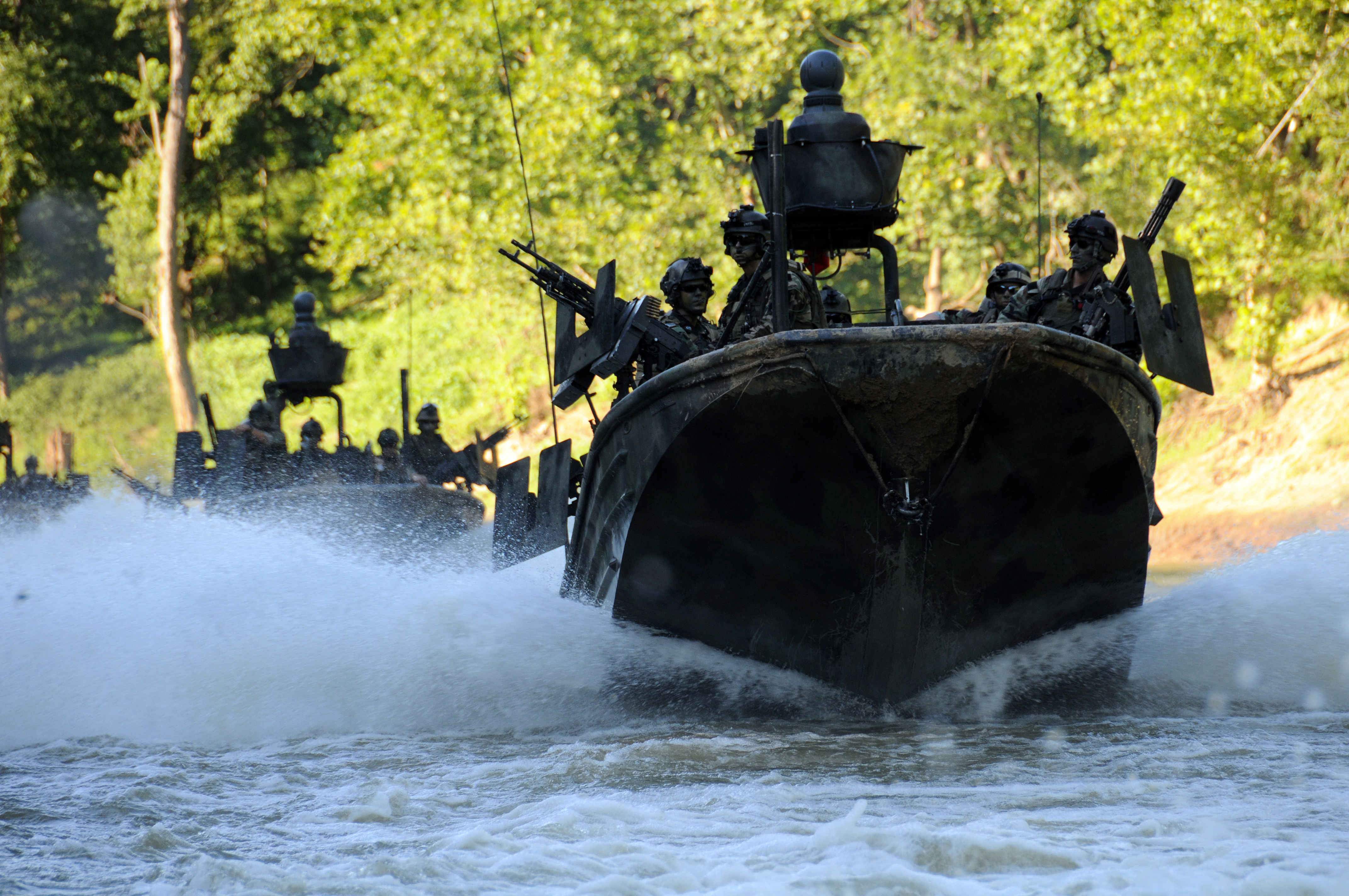
特徴的なV字型の船殻
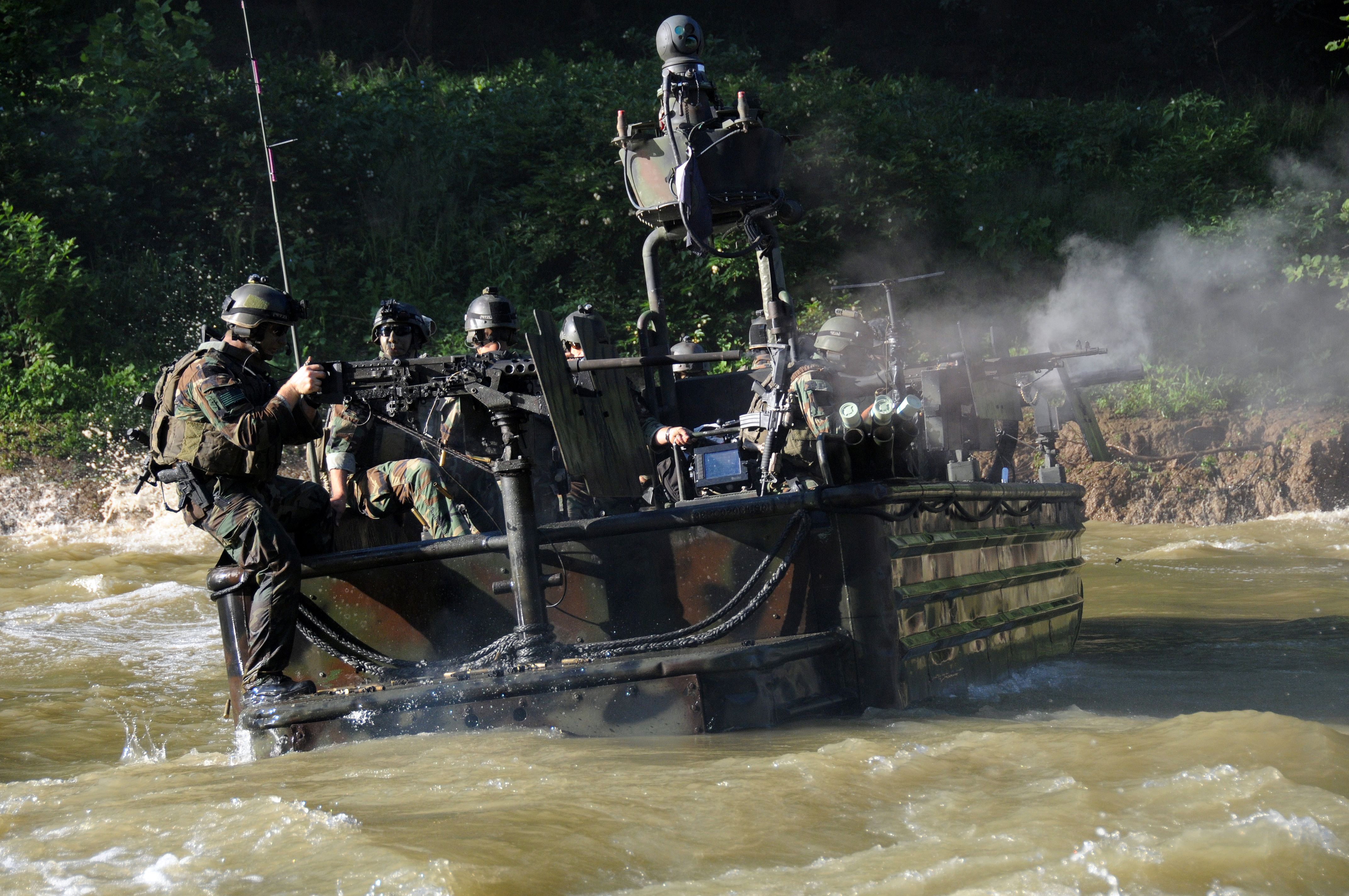
実弾射撃訓練中のSOC-R
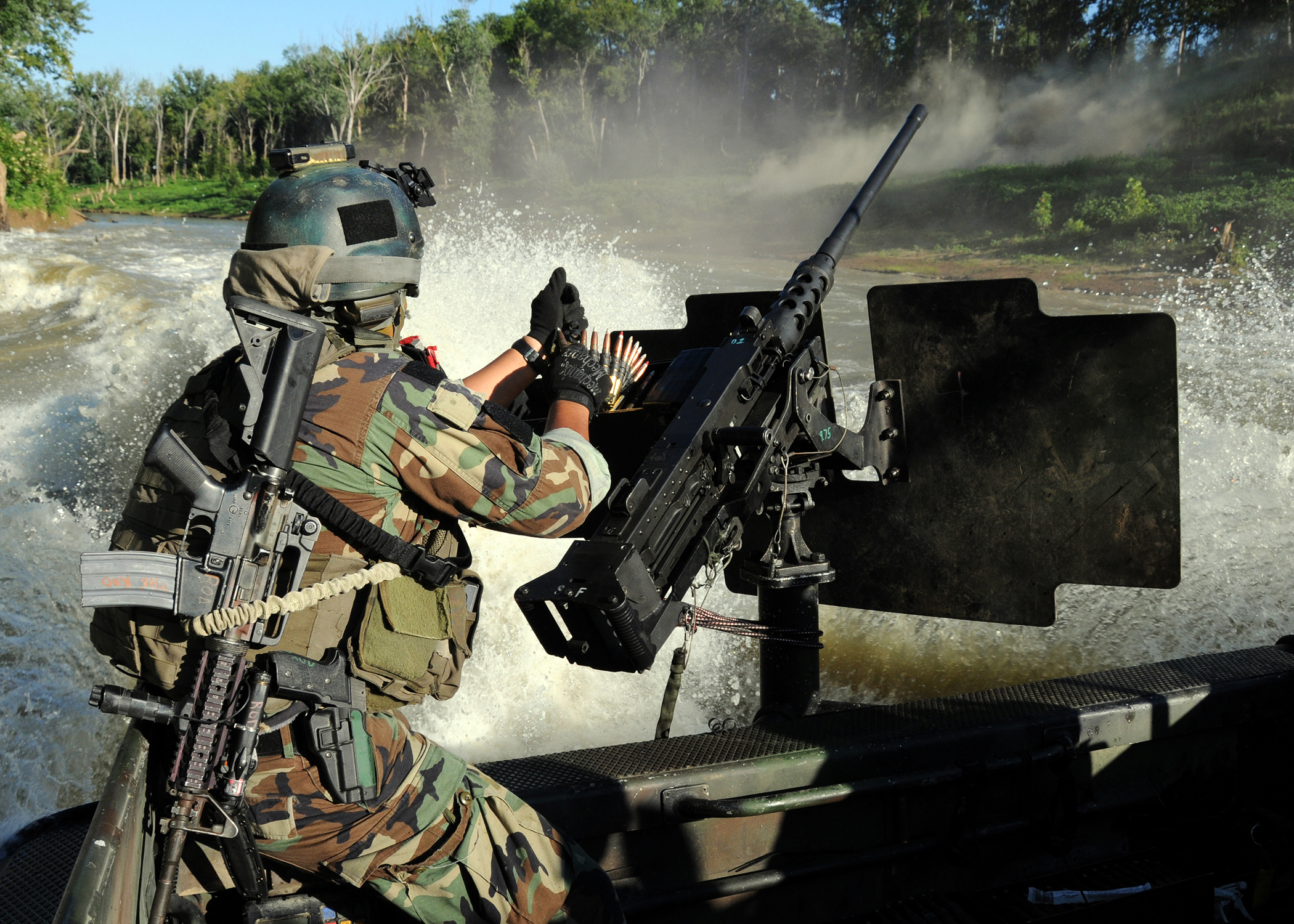
M2重機関銃の給弾作業を行うSWCC乗員
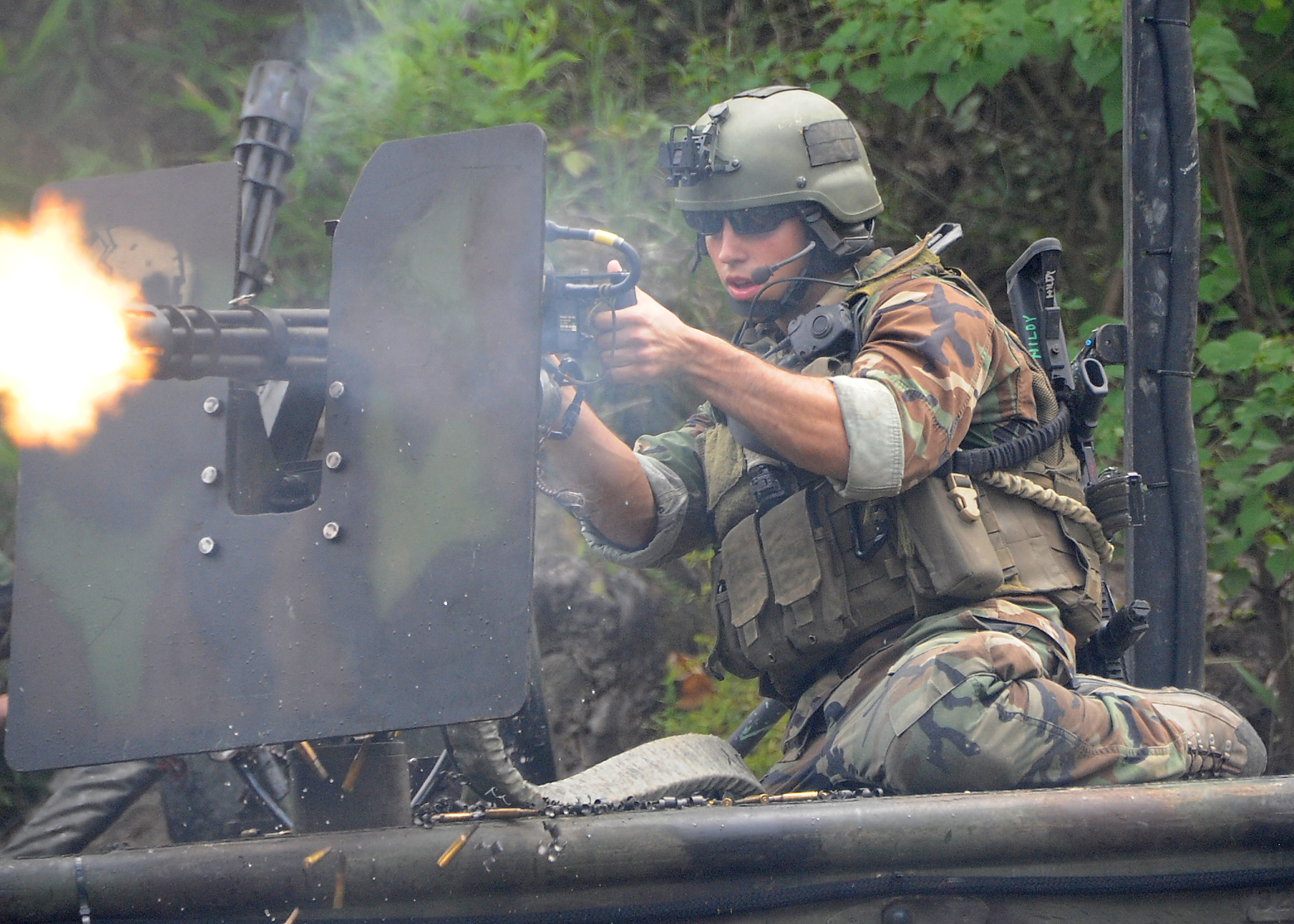
GAU-17を発砲するSWCC乗員
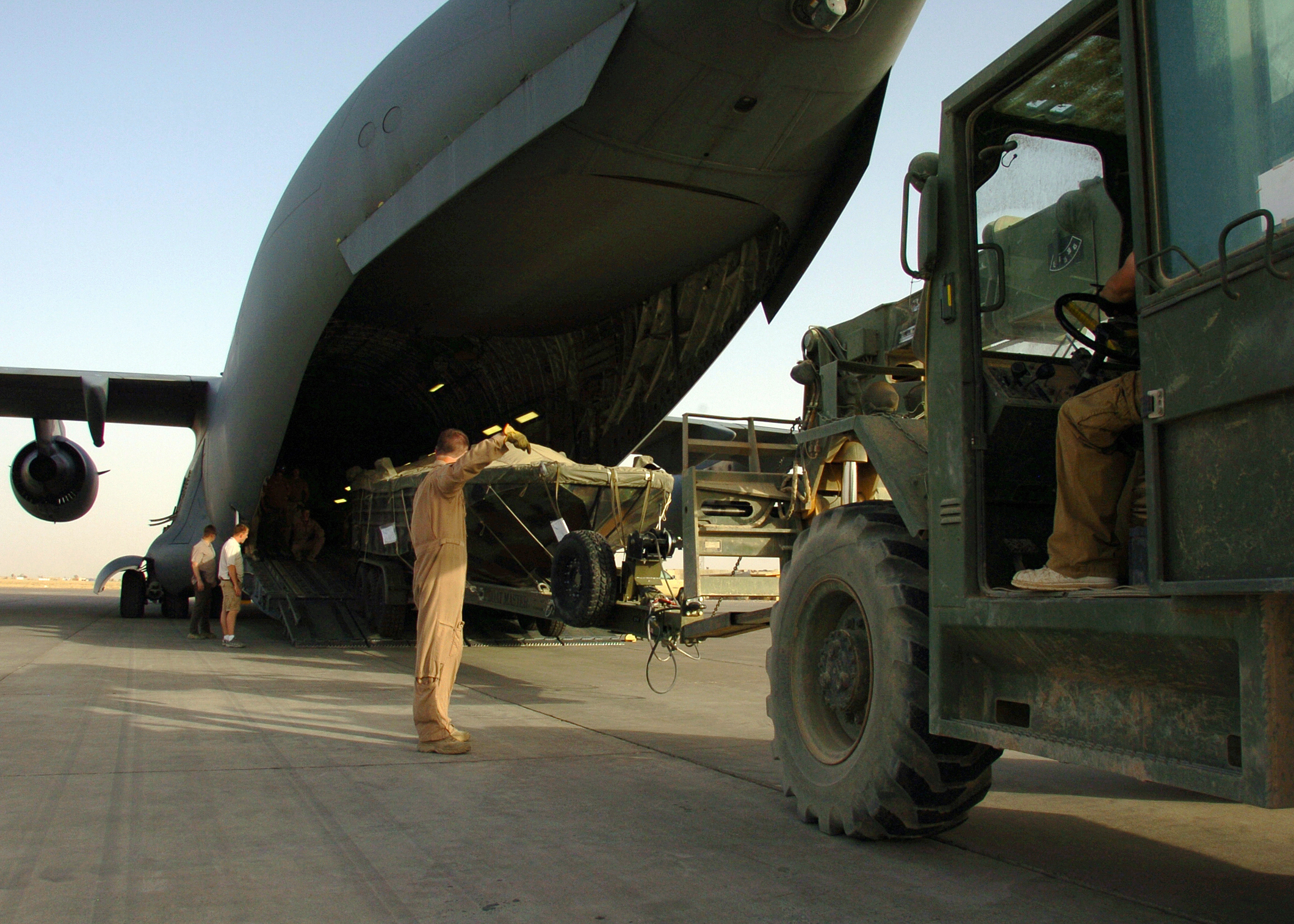
C-17輸送機に積まれるSOC-R

## 登場作品

### 映画
『ネイビーシールズ』
撤収するチーム7を支援するため、搭載する各種武装で援護する。撮影に使用されているのは実物である。